# District d'Auraiya

Le district d'Auraiya (en hindi : औरैया जिला) est l'un des districts de la division de Kanpur dans l'État de l'Uttar Pradesh en Inde.

## Géographie
La capitale du district est la ville de Auraiya. 
La superficie du district est de 2 016 km2 et la population au recensement de 2011 s'élève à 1 379 545 habitants.